# 幸福镇 (三台县)
幸福镇，是中华人民共和国四川省绵阳市三台县曾经下辖的一个镇。2019年12月，撤销幸福镇，将其所属行政区域划归鲁班镇管辖。

## 行政区划
幸福镇撤销前下辖以下地区：
社区、构成寺村、徐家桥村、沙包村、殷泥村、高洞村、白店村、上塘村、古罗村、春燕村、双龙村、高店村和烂泥村。